# ポップン・ルージュ
ポップン・ルージュ（POP'n'Rouge）は、1989年4月10日から1991年4月5日まで、TBSラジオで月曜日から金曜日までの23時台に放送していたラジオ番組。

## 概要
1989年1月、TBSラジオ総局の機構改革として、夜の若者向け時間帯の改革を目的に、ティーンエイジャーに照準を合わせた番組を開発する「音楽部」を新設。本番組はその一環で立ち上がったものである。スタート当初は日替わり制で全員が歌手を中心とした女性パーソナリティ。その内、永井真理子は『永井真理子のときめきハートビートクラブ』（土曜日23:25 - 23:55）、谷村有美は『ミュージックシーンNOW・森川美穂と谷村有美のはじけるナイト“ボーン”!』（土曜日27:00 - 28:00）でそれぞれ1989年3月までパーソナリティを務めており、そこから移って来た形となった。
各曜日のパーソナリティ同士、横のつながりが深い番組でもあり、1989年6月3日にはTBSホールで行われた『赤坂まるごとライブ'89』という音楽イベントの中で『ポップン・ルージュ・オン・ステージ』が開催され、当時の全パーソナリティが一堂に会した（下述）。
1990年4月に、金曜パーソナリティが長峰由紀アナウンサーから久宝留理子に交替し、これで全曜日歌手のパーソナリティとなった。
1990年10月に『岸谷五朗の東京RADIO CLUB』がスタートしたため、本番組は日替わりパーソナリティで50分の放送から奥居香一人が月曜日から金曜日まで出演する15分番組にリニューアルし、同時にTBSを含む7局ネットの番組となった（TBSでは『東京RADIO CLUB』内の箱番組として放送）。なお、他のパーソナリティにおいても、『永井真理子 POP SPIRITS!』（土曜日21:30 - 22:25）、『谷村有美のパジャマ気分で』（水曜日21:25 - 21:55）とそれぞれの新番組が同時にスタートしている。
1991年4月から、その奥居が『スーパーギャング』の月曜日パーソナリティとなったため、そこに移動するような形で本番組は終了となった。
2019年10月20日のTBSラジオ『ラジオアーカイブ』にて、長峰パーソナリティの第1回と最終回が再放送。2020年1月12日にも、リクエスト特集でセレクトされて同内容の回が改めて放送された。

## 放送時間
- 毎週月曜日 - 金曜日 23:10 - 24:00 （1989年4月 - 1990年9月）
- 毎週月曜日 - 金曜日 23:15 - 23:30 （1990年10月 - 1991年3月）

## パーソナリティ
- 月曜日：永井真理子
- 火曜日：笹野みちる（東京少年※当時）
- 水曜日：奥居香（プリンセス・プリンセス※当時[2]）
- 木曜日：谷村有美
- 金曜日：長峰由紀（TBSアナウンサー※当時。1989年4月 - 1990年3月） → 久宝留理子（1990年4月 - 9月）

## コーナー
月 - 金通して放送
- ポップンジャンプ（1990年1月頃スタート。スキージャンプに例えて行われていた、その日のテーマに合った言葉を何秒間声を出し続けられるかを電話で競うゲーム。声を出し続けた秒数に応じた賞金がもらえる）[3][4]
- オリオンエクスプレス（実名で伝えることもあった、愛の伝言板的コーナー）[4]

曜日別コーナー
- 不毛な論争（永井真理子の月曜日で1990年8月スタート。1990年10月からも『永井真理子 POP SPIRITS!』内のコーナーとして継続。コーナー内容は『永井真理子 POP SPIRITS!』を参照。
- 人にいえない私のクセ（奥居香の水曜日で放送。「うれしくなるとトイレに行きたくなる」という奥居自身のクセからコーナー化）[4]
- 人生相談コーナー（長峰由紀の金曜日で放送）[4]
- 笹野みちるの火曜日からは、はがきサイズの本番組の情報誌『月刊デイリーみっちー』が発行されていた[4]。
- 谷村有美の木曜日では、本人の「できるだけ多くのはがきを読みたい」という意向で、1990年3月頃は普通のお便り中心の構成であった[4]。
他

## ネット局
※1990年10月から1991年3月の間のみ。これ以前はTBSラジオのみでの放送。
- 青森放送 21:05 - 21:20 ※金曜日は放送無し
- 山形放送 21:25 - 21:40
- ラジオ福島 22:30 - 22:45
- 北陸放送 24:10 - 24:25
- 中国放送 24:00 - 24:15
- 大分放送 21:30 - 21:45

## 番組イベント

### 『ポップン・ルージュ・オン・ステージ』
1989年6月3日、当時の全曜日パーソナリティがTBSホールのステージに揃ったが、奥居香だけはコンサートツアーの最中だったため、電話での参加となった。
当時、身長、体重、靴のサイズまで同じだったことが話題となっていた永井真理子と笹野みちるがお揃いの衣装で演じた、ザ・ピーナッツに因む『ネオ・ピーナッツ・ショー』を開催。この他には谷村有美がリスナーの女子高生とのデュエットであみんの『待つわ』を、当時『TBSの浅香唯』と言われていた長峰由紀アナがその浅香の『C-Girl』を歌う。
この後クイズコーナーに、パーソナリティの私物オークション（落札額はカンガルー募金に寄付）も行われた。